# Alfa Romeo 185T
Alfa Romeo 185T  byl vůz formule 1 týmu Benetton Team Alfa Romeo, který se účastnil mistrovství světa v roce 1985.

## Alfa Romeo
- Model: Alfa Romeo 185T
- Rok výroby: 1985
- Země původu: Itálie
- Konstruktér: John Gentry Mario Tollentino
- Debut v F1: Grand Prix Brazílie 1985

## Popis
Příliš rychle opustil rýsovací prkno model 185T a to se výrazně projevilo na trati, kde Alfy nestačily na konkurenci. Tým se v polovině sezóny rozhodl pro návrat modelu z roku 1984.

## Technická data
- Motor: Alfa Romeo 890T
  - V8 90°
  - Objem: 1497 cc
  - Vstřikování Marelli / Weber
  - Palivový systém Marelli / Weber
  - Palivo Agip
  - Výkon: 780/10200 otáček
  - Převodovka: Alfa / Hewland 5stupňová.
  - Pneumatiky: Goodyear
  - Hmotnost 546 kg

## Piloti
- Eddie Cheever
- Riccardo Patrese

## Kompletní výsledky ve formuli 1
| Legenda k tabulce | Legenda k tabulce                                                                       |
| Barva             | Výsledek                                                                                |
| ----------------- | --------------------------------------------------------------------------------------- |
| Zlatá             | Vítěz                                                                                   |
| Stříbrná          | 2. místo                                                                                |
| Bronzová          | 3. místo                                                                                |
| Zelená            | Bodované umístění                                                                       |
| Modrá             | Nebodované umístění                                                                     |
| Modrá             | Dokončil neklasifikován (NC)                                                            |
| Fialová           | Odstoupil (Ret)                                                                         |
| Červená           | Nekvalifikoval se (DNQ)                                                                 |
| Červená           | Nepředkvalifikoval se (DNPQ)                                                            |
| Černá             | Diskvalifikován (DSQ)                                                                   |
| Bílá              | Nestartoval (DNS)                                                                       |
| Bílá              | Závod zrušen (C)                                                                        |
| Světle modrá      | Pouze trénoval (PO)                                                                     |
| Světle modrá      | Páteční testovací jezdec (TD)                                                           |
| Bez barvy         | Netrénoval (DNP)                                                                        |
| Bez barvy         | Vyřazen (EX)                                                                            |
| Bez barvy         | Nepřijel (DNA)                                                                          |
| Bez barvy         | Odvolal účast (WD)                                                                      |
| Bez barvy         | Nezúčastnil se (prázdné)                                                                |
| Označení          | Význam                                                                                  |
| Tučnost           | Pole position                                                                           |
| Kurzíva           | Nejrychlejší kolo                                                                       |
| †                 | Jezdec nedojel do cíle, ale byl klasifikován, protože odjel více než 90 % délky závodu. |
| ‡                 | Byl udělován poloviční počet bodů, protože bylo odjeto méně než 75 % délky závodu.      |
| Horní index       | Umístění bodujících jezdců ve sprintu                                                   |

| Rok  | Šasi            | Motor                   | Pneu | Jezdci           | 1   | 2   | 3   | 4   | 5   | 6   | 7   | 8   | 9   | 10  | 11  | 12  | 13  | 14  | 15  | 16  | Body | Umístění |
| ---- | --------------- | ----------------------- | ---- | ---------------- | --- | --- | --- | --- | --- | --- | --- | --- | --- | --- | --- | --- | --- | --- | --- | --- | ---- | -------- |
| 1985 | Alfa Romeo 185T | Alfa Romeo 890T 1.5 V8T | G    |                  | BRA | POR | SMR | MON | CAN | DET | FRA | GBR | GER | AUT | NED | ITA | BEL | EUR | RSA | AUS | 0    | 0        |
| 1985 | Alfa Romeo 185T | Alfa Romeo 890T 1.5 V8T | G    | Riccardo Patrese | Ret | Ret | Ret | Ret | 10  | Ret | 11  | 9   |     |     |     |     |     |     |     |     | 0    | 0        |
| 1985 | Alfa Romeo 185T | Alfa Romeo 890T 1.5 V8T | G    | Eddie Cheever    | Ret | Ret | Ret | Ret | 17  | 9   | 10  | Ret |     |     |     |     |     |     |     |     | 0    | 0        |